# Калхун, Джеймс
Джеймс Сайлас Калхун (англ. James Calhoun; 1802, Колумбус, Джорджия — 2 июля 1852, Индепенденс, Миссури) — американский политик, губернатор территории Нью-Мексико с 1851 по 1852 год.

## Биография
В тридцатые и сороковые годы Калхун занимал различные политические должности в своём родном штате Джорджия. В 1830 году был избран членом законодательного собрания штата Джорджия. С 1838 по 1839 год Калхун был мэром города Колумбус, штат Джорджия. Наконец, он работал в сенате штата Джорджия с 1838 по 1840 год и снова в 1845 году. В промежутках между работой в сенате штата он также исполнял обязанности консула США в Гаване с 1841 по 1842 год.
Во время Американо-мексиканской войны Калхун носил звание подполковника в рядах американских добровольцев. После войны остался в приграничном регионе и занимал ключевые посты в правительстве США. Сначала президент назначил Кэлхуна федеральным агентом по делам индейцев на недавно приобретенной территории Нью-Мексико. Во время своего двухлетнего пребывания на этом посту Кэлхун использовал различные тактики, чтобы убедить или заставить коренных американцев пуэбло отказаться от своих прав по договору Гваделупе-Идальго как бывших граждан Мексики. Калхун утверждал, что стремился лишь «защитить» пуэбло от их мексикано-американских соседей, исключив их из территориальных дел. В то время в Нью-Мексико аргумент о том, что пуэбло являются гражданами (но лишены права голоса), использовался для снятия любой федеральной защиты с их земель и прав на воду, чтобы их можно было продать на открытом рынке. Сельскохозяйственные земли и права на воду пуэбло были одними из лучших на территории. Федеральные действия, инициированные Калхуном, привели к признанию пуэбло федеральным правительством с выдачей грантов пуэбло в соответствии с договором Гваделупе-Идальго. Калхун также вёл переговоры о заключении договора с несколькими пуэбло, который Конгресс в конечном итоге не принял, в основном из-за преждевременной смерти Калхуна во время поездки в Вашингтон с делегацией пуэбло, и последующего федерального решения в 1854 году о признании пуэбло и их земель.
Президент Миллард Филлмор позже назначил Кэлхуна губернатором территории Нью-Мексико в 1851 году. Одним из первых его действий на посту губернатора было предложение законов, ограничивающих передвижение «свободных негров» в Нью-Мексико. Он заручился поддержкой богатых мексиканцев, которые опасались за свой расовый статус в США. Вскоре после окончания срока полномочий губернатора территории Калхун умер от цинги недалеко от Индепенденса. Он был похоронен в Канзас-Сити.